# Историја
Историја (од грч. , транслит.  — „истраживање, знање које се стиче истраживањем”) или повест (ијек. повијест) јесте наука o људима у времену. То је општи израз који се односи на прошле догађаје, као и на памћење, откривање, скупљање, организовање, представљање и тумачење информација о одређеним догађајима. Научници који се баве историјом се зову историчари. Догађаји који су се догодили прије писане историје сматрају се преисторијом.
Међутим, повест и историја нису баш идентични синоними, иако се тако чини. Повест је нешто што се заиста догодило и што је сто одсто потврђено, а историја је наша интерпретација повести. Повест је да се десио Косовски бој на Газиместану 1389. године, а предмет историје су одговори на питања: ко је учествовао, ко је победио, ко је издајник итд.
Српски историчар Чедомир Антић тврди да историја није наука, већ научна дисциплина.
Историја се може односити и на академску дисциплину — историографију — која користи причу како би испитала и анализирала низ прошлих догађаја и објективно утврдила обрасце узрока и посљедица које их одређују. Историчари понекад расправљају о природи историје и о њеној употреби разматрањем дисциплине студија тј. њене сврхе, као начин пружања „перспективе“ о проблемима садашњости.
Приче које су заједничке за одређену културу, а немају основа у спољашњим изворима (као што су приче о Марку Краљевићу или о Косовској бици) обично се сврставају као културна баштина, јер се над њима не може спровести „непристрасна истрага“ како захтјева историја као наука. Херодот, грчки историчар из 5. вијека прије н. е. који се сматра „оцем историје“, је заједно са својим савремеником Тукидидом, дао основе за стварање савремене људске историје. Њихов рад наставља да се чита и данас и ствара подјелу између Херодотовог вида историје који се фокусира на културу и Тукидидовог који се фокусира на војну историју.
Савремена историја је широг опсега, и обухвата проучавање појединих области и одређених тематских елемената историјског истраживања. Историја је често дио основног и средњег образовања, а академске студије историје су главна дисциплина универзитетских студија.

## Етимологија
Појам „историја“ потиче од грчке речи ἱστορία што значи испитивање, испитивањем остварено знање, објашњење, описивање, приповедање... Ова реч је за старе Грке подразумевала знање стечено испитивањем и слушањем. Грчку реч “istoria“ први пут срећемо код Херодота из Халикарнаса, „оца историје“. Он је ову реч у својим делима употребио пет пута. Посредством латинског, ова реч је касније дошла у све савремене европске језике. У латинском језику је реч историја имала исто значење као и у грчком. Реч историја је кроз векове мењала своју садржину. У неким европским језицима се упоредо за историју користе речи које су изведене од других корена. У немачком језику се, нпр, користи реч geschichte (од gesta — догађај), у словеначком zgodovina, у чешком dejiny, а у пољском dzieje. У Хрватској се до 19. века употребљавала реч догодовштина или догађајница. У овим језицима се под тим појмовима подразумевају сами догађаји. У наше време, оба појма употребљавају се двојако и означавају историјски процес, развој људског друштва или науку која се бави изучавањем тог процеса.

## Предмет проучавања
Предмет проучавања историје чине догађаји из прошлости који се односе на човека као на друштвено биће. Многи догађаји из прошлости нису предмет проучавања историје (историја Сунчевог система, историја Земљине коре итд). Међутим, то не значи да историјску науку не интересују и природни процеси. Историја проучава и оне природне појаве које су се непосредно одразиле на животе људи (епидемије, потреси, поплаве итд). Предмет проучавања историје јесте човек као друштвено биће. Његова физиолошка и биолошка страна предмет су проучавања других наука.
Историја није наука о човеку и људима уопште, већ о људима као друштвеним бићима у времену и простору. Простор и време битне су категорије у историјској науци.
Историчари пишу у контексту свог времена, и уз дужно поштовање тренутно доминантних идеја о томе како да тумаче прошлост, а понекад пишу с циљем подучавања њиховог сопственог друштва. По речима Бенедета Крочеа, „Сва историја је савремена историја“. Историју омогућава формирање 'истинског дискурса прошлости' путем продукције наратива и анализе догађаја из прошлости везаних за људску расу. Модерне дисциплине историје су посвећене институционој продукцији тог гледишта.
Сви догађаји који су запамћени или сачувани у некој аутентичној форми сачињавају историјске записе. Задатак историјског истраживања је да идентификује изворе који су најкориснији за произвођење прецизног описа прошлости.
Изучавање историје се понекад класификује као део хуманистичких наука док се у другим околностима сматра делом друштвених наука. Оно се исто тако може сматрати мостом између те две опште области, којим се обухватају методологије обе области. Индивидуални историчари строго подржавају једну или другу класификацију. У 20. веку француски историчар Фернан Бродел је револуционисао проучавање историје, користећи спољашње дисциплине као што су економија, антропологија, и географија у изучавању опште историје.
Традиционално, историчари су располагали забележеним догађајима из прошлости, било у писаном облику или у виду оралне традиције, и покушавали су да нађу одговоре на историјска питања путем изучавања тих извора. Од почетка, историчари су исто тако користили изворе попут монумената, натписа, и слика. Генерално, извори историјског знања се могу поделити у три категорије: записани, речени, физички очувани, и историчари обично користе све три категорије. Писање је маркер који раздваја историју од онога што долази раније.
Археологија је дисциплина која је посебно корисна у раду са затрпаним местима или објектима, који након ископавања доприносе изучавању историје. Међутим археологија ретко стоји сама. Она користи описне изворе као допуну својих открића. Археологија се састоји од опсега методологија и приступа који су независни од историје; другим речима, археологија не попуњава празнине у текстуалним изворима. Уместо тога историјска археологија је специфична грана археологије, која често производи контрастне закључке у односу на писане изворе. На пример, Марк Леон који се бави ископавањем и тумачењем историјског Анаполиса у Мариланду, САД; је настојао да разуме противречност између текстуалних докумената и материјалне евиденције, демонстрирајући поседовање робова и неједнакост богатства изучавањем свеукупног историјског окружења, упркос идеологије „слободе“ садржане у писаним документима свог времена.
Постоји мноштво начина на које се може организовати историја, укључујући хронолошки, културолошки, територијални и тематски. Те поделе нису међусобно искључиве, и знатна преклапања су често присутна, као на пример у „Међународном женском покрету у добу прелаза, 1830—1975“. Историчар се може истовремено бавити веома специфичним и веома општим, мада је модерни тренд ка специјализацији. Област звана Универзална историја се одупире специјализацији, и трага за универзалним обрасцима или трендовима. Историја је често била студирана са неким практичним или теоретским циљем, мада се исто тако може изучавати из пуке интелектуалне радозналости.

## Метод
Општа метода историјске науке се дуго, све до почетка 20. века, изграђивала на темељима политичке историје и практично је била специјална методологија политичке историје. Први део методологије односи се на проналажење и познавање историјских извора. Изворна грађа је основа за историјску реконструкцију. Овај део историјске методологије назива се хеуристика. Број историјских извора за одређени догађај обично ће зависити од тога у ком периоду се догађај одвијао. За период до 12. века извори су ретки. Од 15. века извори су све бројнији. У 19. и 20. веку број историјских извора у свету је непрегледан. Од 16. века се појављују едиције историјских извора. Извори су умножени штампом и тиме постају доступни широком кругу стваралаца.
Сакупљени извори, сами по себи, нису увек довољни за темељ научног рада. Потребно је извршити критичку анализу извора што је други део историјске методологије. Критика извора може бити спољашња (или критика текста) која утврђује у каквом је стању текст, утврђују се ближи подаци о датуму и месту настанка као и подаци о личности аутора уколико је аутор познат, и унутрашња (или критика исказа) која испитује у коликој мери се треба поклонити поверење неком извору (веродостојност).
Најтежи део историјске методологије је повезивање догађаја и веза — синтеза. Синтезом се ствара јасна слика о неком историјском догађају, појави, делатности, истакнутој личности... Последња фаза методологије је експозиција тј. излагање добијених резултата усменим или писменим путем.

## Подела историје

### Временска подела
Подела историје на временске периоде назива се периодизација. Циљ периодизације је да се издвоје посебни временски периоди унутар којих историјски развој има специфична обележја која га чине карактеристичним у односу на претходне и касније периоде. Покушаји да се историја подели на периоде постојали су још у антици. Грчки и римски историчари вршили су периодизацију на различите начине. Ипак, у старом веку је најприхваћенија била подела на четири велика царства: асирско, међанско-персијско, грчко-македонско и римско.
Ова подела није одговарала хришћанима јер није обухватала многе народе које су Грци и Римљани називали Варварима. Хришћанска периодизација заснива се на библијском приказу догађаја, односно на историју „изабраног народа“, Јевреја. Тако је настала подела историје на шест периода (aetates) чији је творац свештеник Августин: 1) од Адама до Ноја, 2) од Ноја до Аврама, 3) од Аврама до Давида, 4) од Давида до Вавилонског ропства, 5) од Вавилонског ропства до Христовог рођења, 6) од Христа до краја света. На темељу Августинове периодизације заснива се и данашњи начин рачунања времена кога је установио монах Дионисије Мали у 7. веку. Нову периодизацију донео је период хуманизма.
Временску поделу историје на три велика раздобља разрадио је немачки научник Кристофер Келер у другој половини 17. века. Он историју дели на следеће периоде: istoria antqua — период до Константина Великог (4. век), istoria mediiaevi — период од оснивања до пада Цариграда под турску власт и istoria nova (период након 1453. године). Касније су извршена померања датума. За крај старог века узета је 476. година односно пад Западног римског царства, а за почетак новог века 1492. година (откриће Америке). Било је покушаја да се за почетак новог века узме 1517. година тј. почетак Реформације.
Термин „савремено доба“ први пут је употребљен 1807. године када је Наполеон Бонапарта извршио реформу наставе у Колеж ле Франсу. Француски историчари прихватили су га након Бечког конгреса 1815. године, а касније и немачки историчари. Енглески историчари прихватили су га половином 19. века. За почетак савременог доба узимао се почетак индустријске, односно Француске револуције.
Немачки историчар Карл Лапрехт извршио је поделу историје према „цикличној теорији“ на: анимизам (првобитна заједница), симболизам (до 9. века), типизам (до 13. века), конвенционализам (до 15. века), индивидуализам (до 18. века) и субјективизам (од 19. века). Карл Маркс творац је марксистичке периодизације према начину производње на следеће периоде: првобитна заједница, робовласништво, феудализам, капитализам и комунизам.

### Територијална подела
Историјски развој дели се и са гледишта простора. Данас би писање светске историје због количине података био толико комплексан задатак да га ни најбољи стручњак не би могао извршити. Још у античком свету је било покушаја да се напише историја света. Први који је писао о историји ван граница Грчке био је Полибије који се, уз Херодота и Тукидида, сматра трећим великим историчарем Грчке. У средњем веку покушаје приказивања светске историје срећемо у делима писаца „универзалних хроника“. Напредак у приказивању светске историје учињен је у периоду хуманизма. У 18. веку се јављају велике историје света. Заокрет у том погледу учинио је немачки историчар Леополд Ранке (1795—1886) који је, поред бројних дела, написао једну историју света у којој је критиковао дотадашње начине писања светске историје. У својој светској историји иступио је са тезом да је задатак опште историје да изрази повезаност историје разних народа у оквире великих збивања која их повезују. Његов поглед на историју света је европоцентризам. Под Европом је на првом месту подразумевао германске и романске државе док је словенске народе сматрао другоразредним.

### Подела по проблематици
Подела по проблематици јавила се у 16. веку када је постало јасно да се живот људског друштва у прошлости не може посматрати без познавања свих његових аспеката. Свака наука испитује и памти свој развој (важне датуме, открића, истакнуте појединце итд.) због чега се појавио велики број историја. Политичка, војна и дипломатска историја су се најбрже развијале због интереса политичких елита те су, стога, познате и као историја у класичном смислу. Међутим, у историју спадају и историје филозофије, права, уметности, књижевности, економије, религије, културе, просвете... Тимски рад историчара и стручњака омогућава потпуније истраживање. Обједињавање више историјских дисциплина означава се појмом „тотална историја“.

## Историјски извори
Основна грађа за историјску реконструкцију је изворна грађа. Историчар нема непосредан увид у догађаје из прошлости већ о њима сазнаје на основу историјског материјала. Историјски материјал представља информацију о неком догађају из прошлости. Садржан је у историјским изворима. Историјски извори су предмети, текстови и чињенице које садрже историјски материјал. До 19. века под изворима су се подразумевали само писани текстови. Од тада се изворима сматрају и усмена предања, споменици, уметничка дела, оружја, оруђа, новац и сл. Најважнија подела историјских извора је подела на остатке и традицију. Остаци су историјски извори који су настали узгредно, као саставни део историјског догађаја о којима говоре. За разлику од традиције, намена остатака није да сведоче о догађају у коме су настали. У остатке спадају обичаји, обреди, институције, оружје, оруже, новац, уметничка дела, споменици, натписи, језик, повеље, исправе... Традиција је мање поуздана за спознају прошлости. Дели се на: усмену (митови, легенде, анегдоте, пословице...), литерарну (хронике, анали, натписи...), публицистичку (леци, новине, часописи, јавна писма...), ликовну (портрети, скулптуре, слике...).

### Врсте историјских извора
За проучавање различитих историјских периода користе се различити историјски извори. За проучавање модерне историје најсигурније је користити изворе који су настали коришћењем модерне технологије. То су: акустични документи, фотографије, филмови итд).
Писани извори најзначајнија су и најбројнија група историјских извора. Први писани извори за европску историју потичу из грчко-римског света. Најстарији писани извори ових цивилизација су натписи на тврдом материјалу. Овим натписима бави се епиграфика. За читав период античке историје најзначајнији писани извори су акти. У државама Средоземља у античко доба натписи су готово једини извор за познавање друштвеног живота људи. За античку историју значајни су и археолошки налази.
У најстарије средњовековне изворе спадају анали који говоре о догађајима који су, према мишљењу њихових аутора, били значајни да се забележе. Карактеристика анала је шкртост, сувопарност, ређање догађаја хронолошким редом без систематичности... Сродне аналима су и хронике с тим што је излагање повезано, а оквир је много шири. Значајни извори за средњовековну историографију су и биографије и хагиографије. Најзначајнији извори за средњи век су повеље и акта чијим се проучавањем бави дипломатика.
У историјске изворе спадају и регистарске, земљишне, пописне и матичне књиге, картографски материјал (мапе, планови), публицистички материјал, закони и законодавни текстови, аутобиографски извори (мемоари, дневници, аутобиографије).

## Помоћне историјске науке
У циљу прикупљања, сређивања, објашњавања и критичке анализе извора развио се читав низ помоћних историјских наука. Сврха помоћних историјских наука је да служе знању о историји. Оне помажу историјској науци да испуни свој методолошки задатак. Нарочито су значајне за хеуристику, односно прикупљање извора, као и за критику извора.
У помоћне историјске науке у ужем смислу убрајају се:
- Палеографија – проучава стара писма
- Дипломатика – проучава повеље и акта
- Епиграфика – проучава натписе на тврдом материјалу
- Папирологија - проучава папир као материјал за писање
- Филигранологија – проучава филигране, тј. водене жигове
- Хронологија – наука о времену
- Архивистика – бави се проналажењем, прикупљањем, сређивањем, чувањем архивске грађе
- Генеалогија - наука о постанку имена
- Текстологија - проучава историју текста
- Сфрагистика – наука о печатима
- Хералдика – наука о грбовима
- Нумизматика – наука о старом новцу
- Метрологија – наука о мерама
- Историјска географија – бави се проучавањем ретроспективне географије

У помоћне историјске науке спадају и самосталне науке које имају свој предмет истраживања, методологију и терминологију. Историјска наука користи се њиховим резултатима као најопштија, свеобухватна наука. То су:
- Археологија
- Антропологија
- Етнологија и етнографија
- Филозофија историје
- Ономастика
- Лингвистика
- Историја језика
- Историја књижевности
- Топографија
- Географија
- Политичка економија
- Политикологија
- Психологија народа

## Праисторија
Праисторија или преисторија, није предмет проучавања историчара, већ се њоме бави археологија. Праисторија је период до појаве писма. Датум који означава крај праисторије, дан када су писани извори постали корисни академски извори, варира од региона до региона. У Египту је углавном прихваћено да се праисторија завршава око 3200. п. н. е. док је крај праисторије на Новој Гвинеји око 1900. п. н. е.

## Велики историчари
Грчког историчара Херодота, који је живео у 5. веку п. н. е., називају „оцем историје“. Он је први који је тежио прикупљању свих релевантних податка о одређеним прошлим догађајима (такође и податке о страним земљама и народима) до којих је могао доћи, из свих приступачних извора. Упоређивао је разне изворе, критички их оцењивао и настојао дати што објективнију слику, суздржавајући се од вредносних судова („Ја не судим, само извештавам“). Оцем модерне историје као науке сматрају Леополда Ранкеа.